# Hygrotus curvilobus
Hygrotus curvilobus är en skalbaggsart som beskrevs av Fery, Sadeghi och Hosseinie 2005. Hygrotus curvilobus ingår i släktet Hygrotus och familjen dykare. Inga underarter finns listade i Catalogue of Life.